# Nesterov
Nesterov (ryska Нестеров, tyskt namn fram till 1938 Stallupönen, 1938-1946, Ebenrode) är en ort i Kaliningrad oblast i Ryssland. Folkmängden uppgår till strax över 4 000 invånare.

## Historia
Stallupönen var en kretsstad i det preussiska regeringsområdet Gumbinnen i Ostpreussen och var belägen vid flera järnvägar. 1910 hade orten 5 646 invånare. Stallupönen hade realskola, järn- och kvarnindustri. Under första världskriget stod här strider emellan tyskar och ryssar i september och november 1914.
Efter Tysklands nederlag i andra världskriget tillföll orten Sovjetunionen och bytte namn till Nesterov, efter den ryske soldaten Sergej Nesterov som stupade i området under kriget.

## Kända personer med anknytning till orten
- Felix Steiner (1896–1966), tysk officer
- Walther Funk